# ...e fuori nevica!
...e fuori nevica! è una tragedia in due atti del 1995 scritta dal regista, attore e commediografo Vincenzo Salemme.

## Trama
Il dramma si svolge per intero nell'abitazione della famiglia Righi.

### Atto I
In seguito alla morte della madre Laura, i fratelli Righi si riuniscono dopo molti anni. Stefano, il primogenito, lavora come agente di cambio ed è fidanzato con Nora, che vorrebbe sposare; Enzo, il secondo, è andato via di casa a 18 anni per realizzare il suo sogno di diventare un cantautore, ma è finito a fare l'animatore sulle navi da crociera; Cico, il più giovane, è affetto da un lieve ritardo mentale ma è molto furbo e acuto, ed esprime le emozioni positive esclamando "Nevica! Nevica!". Alla lettura del testamento della madre, i tre scoprono che l'eredità è stata divisa in parti uguali, a patto che Enzo e Stefano si prendano cura del fratello minore, del quale la donna si era occupata fino alla morte. Enzo e Stefano scoprono presto che Cico è peggiorato: il ragazzo è sovreccitato, combina un guaio dopo l'altro e sembra totalmente distaccato dalla realtà.
Un giorno Cico risponde per caso a una telefonata destinata a Enzo, durante la quale si trova a improvvisare una scommessa sulle corse di cavalli; ascoltando il dialogo Stefano scopre che Enzo è uno scommettitore incallito e ha forti debiti, e si allontana amareggiato. Rimasto solo con Enzo, Cico gli mostra una scatola e gli rivela che in essa sarebbero nascosti dei soldi lasciatigli dalla madre. Deciso a impadronirsene per pagare i propri debiti, Enzo riesce a farsi consegnare la scatola, ma vi trova dentro decine di cambiali a nome di Adriana Vitiello, un'amica con cui la defunta madre giocava a poker. L'uomo convoca allora la signora, intenzionato a farsi dare il denaro; quando ella arriva, tuttavia, rimane sconcertato nello scoprire che si tratta di Cico: il ragazzo soleva infatti travestirsi per giocare con la madre, e le cambiali sono dunque false. Enzo è disperato per il mancato incasso, ma poco dopo l'allibratore lo richiama per dirgli che la scommessa piazzata da Cico gli ha fatto vincere una forte somma; l'uomo crede allora che il fratello sia in grado di prevedere i cavalli vincenti, ma quando gli chiede consiglio si rende subito conto che si è trattato di un colpo di fortuna.
Nel frattempo, Stefano tenta ripetutamente di mettersi in contatto con Nora, ma questa rifiuta di rispondergli al telefono; Cico dice allora di essere in grado di mettersi in contatto con lei, e lo fa attraverso una parola d'ordine: si viene così a scoprire che Nora è in realtà una prostituta, che sta ingannando Stefano allo scopo di farsi sposare.
Stefano ed Enzo vedono ormai le loro vite andate a rotoli; a quel punto Cico rivela che anche la madre, nell'ultimo periodo, soffriva quanto loro, perciò lui l'ha liberata somministrandole una dose letale di morfina.

### Atto II
Dopo le ultime rivelazioni, Stefano ed Enzo comprendono che Cico è ormai fuori controllo; convocano perciò un notaio allo scopo di aggirare la postilla del testamento. Mentre i tre uomini parlano compare Cico, con in mano la vecchia pistola del padre: il ragazzo sequestra il notaio e costringe i fratelli a giocare una tragicomica caccia al tesoro; quando riescono a liberarlo, il notaio scappa terrorizzato, rifiutandosi di aiutare Enzo e Stefano.
Enzo e Stefano spiegano a Cico di aver chiamato il notaio poiché ormai è necessario portarlo in clinica. Il fratello sembra accettarlo, ma mentre i due si preparano, non visto, versa della morfina in tre bicchieri di limoncello, e li offre agli altri due invitandoli a brindare. Enzo e Stefano, ignari, bevono il liquore avvelenato e muoiono subito; Cico si siede in mezzo a loro e, rompendo la quarta parete, dice rabbiosamente al pubblico: "Perché non ve ne andate? Non lo vedete che fuori nevica? Non c'è niente da vedere, è finito il teatrino! Tornatevene a casa!". Infine dà un ultimo sguardo ai fratelli defunti e dice sereno: "Noi ce ne andiamo". Anche lui si abbandona alla morte.

## Produzione
Il dramma nasce da un soggetto di Enzo Iacchetti. Debuttò nel 1995 al Teatro Diana di Napoli; il cast originale comprendeva Vincenzo Salemme (Enzo), Carlo Buccirosso (Stefano), Nando Paone (Cico) e Maurizio Casagrande (il notaio). La regia era affidata a Salemme con le scene di Tonino Festa. Lo stesso anno fu presentata una seconda edizione con Francesco Paolantoni e Stefano Sarcinelli nei ruoli di Cico e del notaio. Le musiche originali sono state composte da Antonio Boccia. Nel 2012 va in scena una nuova edizione con la regia di Vincenzo Salemme e l'interpretazione di Francesco Procopio, Giovanni Esposito, Andrea Di Maria e Mario Porfito.
Nel 1996 la commedia è andata in onda su RaiDue, col cast originale, in una registrazione effettuata al teatro Eliseo di Roma. Tale edizione è stata distribuita anche in home video.

## Trasposizione cinematografica
Il film ...E fuori nevica!, liberamente tratto dal dramma, è uscito nelle sale italiane il 16 ottobre 2014, distribuito da Warner Bros..